# 1927
1927 (MCMXXVII) var ett normalår som började en lördag i den gregorianska kalendern och ett normalår som började en fredag i den julianska kalendern.

## Händelser

### Januari

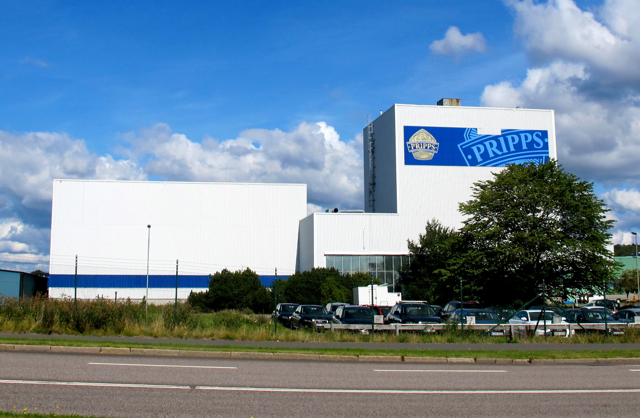
Pripps

- 2 januari – Göteborgs två största bryggerier går ihop till AB Pripp & Lyckholm [1].
- 11 januari – Den svenska statsverkspropositionen offentliggörs, och utgifterna är 36,6 miljoner SEK lägre än föregående år [2].
- 19 januari – Storbritannien skickar soldater till Kina [3].
- 31 januari – Den allierade militärkommissionen lämnar Tyskland [3].

### Februari
- Februari – USA utökar antalet närvarande flottstyrkor och marinsoldater i Kina efter oroligheter i Shanghai [4].

### Mars

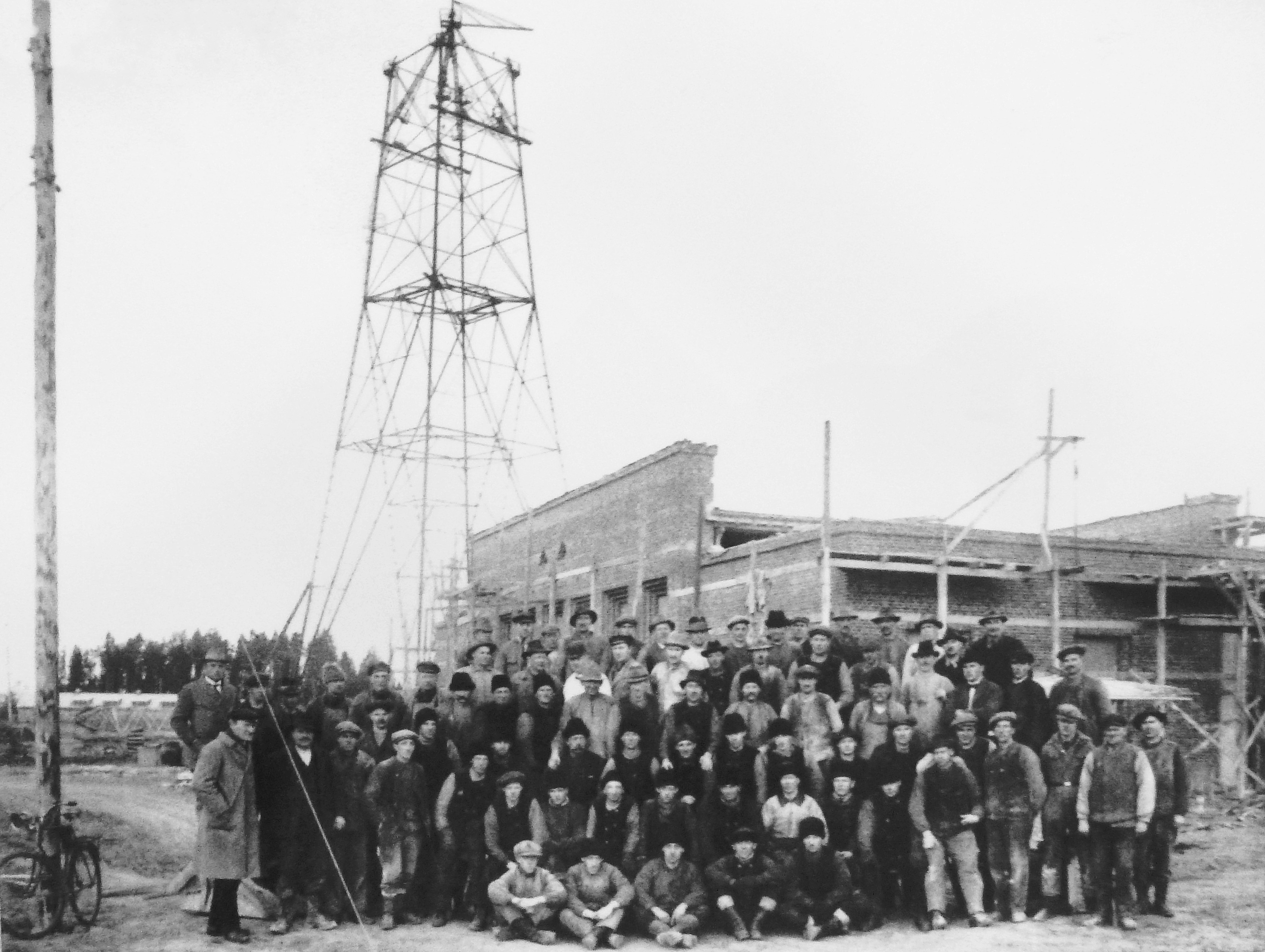
Motala långvåg

- 1 mars – 53 personer omkommer vid gruvolyckan i Storbritannien [5].
- 8 mars –  Sovjet inleder reformprogrammet Hujum i Centralasien, med målet att avskaffa muslimska sedvänjor som förtrycker kvinnor i de sovjetiska delrepublikerna i Centralasien, däribland slöjan.
- 10 mars – Förbudet för Adolf Hitler att hålla tal i Bayern upphävs [1].
- 11 mars – Svenska Fjällklubben stiftas på restaurang Pagod, Stockholm.
- 15 mars – Europas starkaste radiosändare tas i drift i Motala. Radiotjänsts program kan nu höras i hela Syd- och Mellansverige [6].
- 21 mars – Chiang Kai-sheks soldater intar Shanghai för att återförena Kina, några dagar senare även Nanking där den utländska stadsdelen stormas, och USA och Storbritannien skickar soldater [1]. USA börjar stationera trupper ur sin flotta för att skydda amerikaner och andra utlänningar, och flottstyrkor stationeras även i Shanghai och Tientsin [4].
- 31 mars – Jacob Wallenberg, 35, blir VD för Stockholms Enskilda Bank. Lillebror Marcus, 28, blir vice VD, och därmed tar tredje generationen Wallenberg över ledningen [2].

### April
- 4 april – Fritz Langs film Metropolis har Sverigepremiär [2].
- 5 april – Brännvinsförbudet i Norge upphör [3].
- 11 april – USA:s finansdepartement meddelar att 5,5 miljoner gallon sprit beslagtagits och att 300 000 personer anhållits för illegal sprithantering sedan förbudet kom 1920 [6].
- 12 april – I Kina bryter Chiang Kai-shek med kommunisterna [3].
- 14 april – Den första serietillverkade Volvobilen rullar ut från fabriken på Hisingen [6]. Produktionen är fem bilar per dag [7] och priset 4 800 SEK medan topphastigheten är 90 kilometer i timmen [2]. Bilen är en ÖV 4 [8].
- 18 april – Chiang Kai-shek bildar en kinesisk nationalistregering i Nanking, oberoende av den radikala regeringen i Wuhan [6].
- 22 april – Mississippifloden i USA svämmar över och lägger ett område stort som 1/10 av Sverige under vatten, vilket gör över 600 000 personer hemlösa [9].

### Maj
- 2 maj – Sprit börjar åter säljas i Norge [3].
- 9 maj – Australiens nyanlagda huvudstad Canberra invigs [6].
- 19 maj – Den svenska befolkningsstatistiken för 1926 presenteras och visar att födelsetalet på 16,9 per 1 000 invånare är Europas lägsta [2].
- 20 maj – Sveriges riksdag antar en skolreform som bland annat innebär att läroverken öppnas för flickor på samma villkor som pojkar [6]. Folkskola blir allmän bottenskola för den högre undervisningen, oavsett samhällsklass. Realskolan blir 4- eller 5-årig. Högern bekämpar reformen [2]. Med den delas även det svenska gymnasiet upp i latinlinje och reallinje.

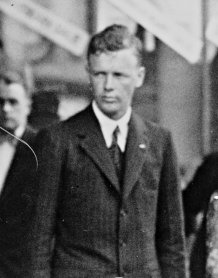
Charles Lindbergh.

- 20–21 maj – Amerikanska svenskättlingen Charles Lindbergh flyger ensam över Atlanten, från New York till Paris på 33,5 timmar i sitt enmotoriga flygplan Spirit of St. Louis [6].

### Juni
- 16 juni – En direkt telefonlinje mellan Stockholm och Paris öppnas. En vecka senare kommer en direktlinje mellan Stockholm och London [7].
- 29 juni - En total solförmörkelse inträffade över Sverige.

### Juli
- Juli – I tidningen Allt för alla börjar Elov Persson teckna sin serie om soffliggaren Kronblom [6].
- 6 juli – Kina bryter med Sovjetunionen [3].
- 8 juli – Vilhelm Mobergs genombrottsroman Raskens utkommer [6], och handlar om en indelt soldat, författaren är vid boksläppet 28 år gammal [1].
- 31 juli – Solvalla travbana invigs utanför Stockholm [6].
- 31 juli – första Dam-SM i friidrott, Lidköping

### Augusti
- 13 augusti – Efter nederlaget i Nanchang avgår Chiang Kai-shek som överbefälhavare över Nationella revolutionära armén och drar sig tillbaka till hemstaden Xikou.
- 23 augusti – Trots protesterar från hela världen avrättar USA anarkisterna Sacco och Vanzetti genom att sätta dem i elektriska stolen, efter att de dömts till döden på svaga grunder av en domstol i Boston [6].
- 28 augusti – 28-årige Henry Hansen, Danmark vinner det fjärde Sexdagarsloppet på cykel i Sverige före Georg "Enskede" Johnsson, Sverige [6].

### September
- 2 september – Arne Borg tar tre guld och sätter världsrekord på 1 500 meter frisim med tiden 19.07.02 vid Europamästerskapen i simsport i Bologna [6].
- 11 september – Sverige vinner friidrottslandskampen mot Finland med 98-86 [2].
- 12 september – Den amerikanska filmen Åtrå, vilken gör Greta Garbo till internationell storstjärna och även har Lars Hanson i en roll, har svensk biopremiär [7].
- 15 september
  - Hjalmar Gullberg debuterar med diktsamlingen I en främmande stad [7].
  - Svenska tändsticksaktiebolaget köper Japans största tändsticksbolag, Tokyo Match Company.[10]
- 22 september – Gene Tunney, USA behåller sin världsmästartitel i tungviktsboxning i Chicago då han vinner returen mot Jack Dempsey på poäng [6].
- September – En svensk expedition under ledning av Einar Gjerstad avreser till Cypern för att göra utgrävningar. Expeditionen, som även består av John Lindros, Alfred Westholm och Erik Sjöqvist, kommer att bli kvar på Cypern till 1931.

### Oktober

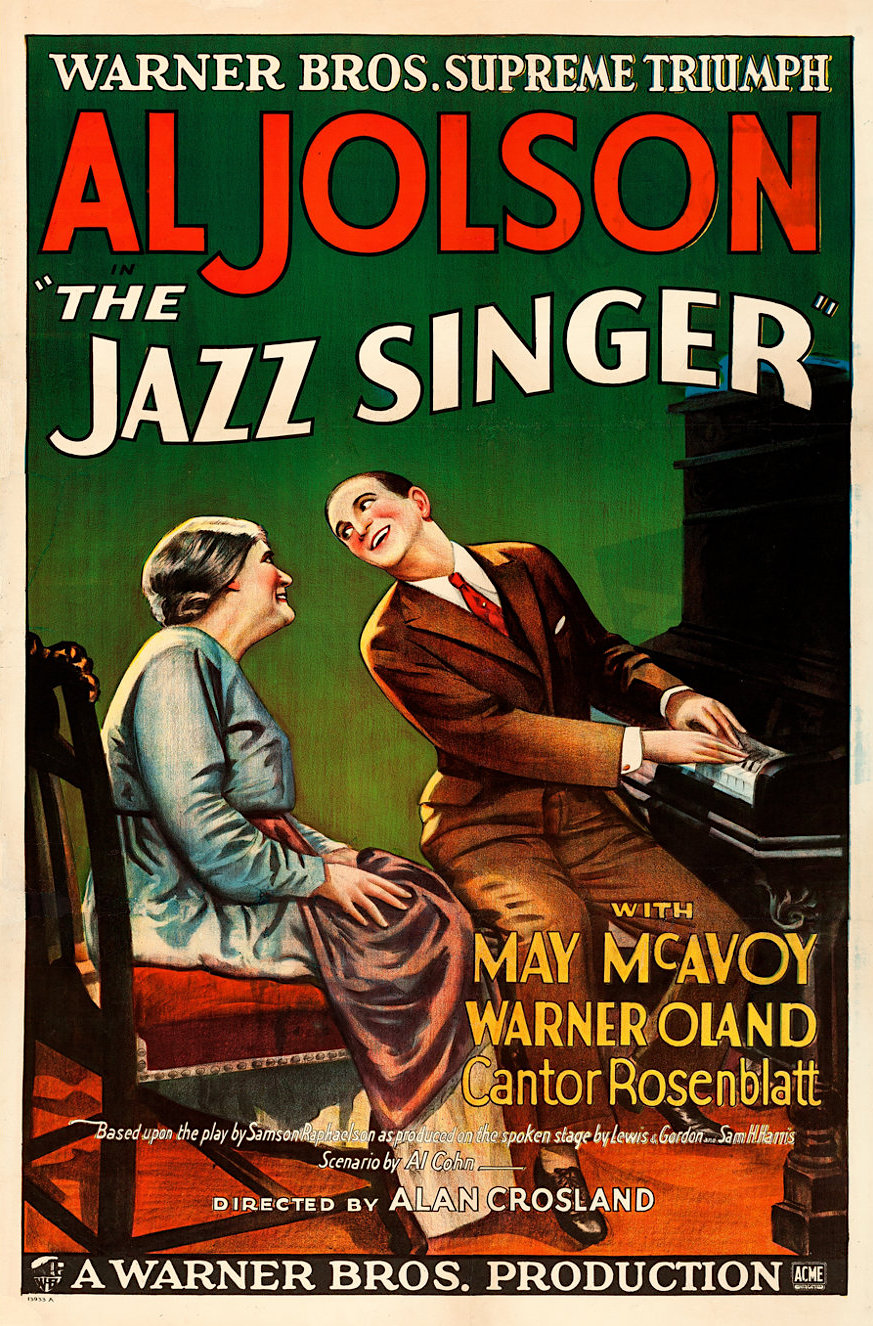
Jazzsångaren.

- 6 oktober – Filmen Jazzsångaren med Al Jolson, världens första ljudfilm, har biopremiär i USA [6].
- 27 oktober – Ett minnestal hålls över Svante Arrhenius vid Svenska Kemistsamfundets sammanträde.
- 31 oktober – Järnvägen Ostkustbanan mellan Gävle och Härnösand i Sverige invigs [7].

### November
- 5 november – Efter en storaffär med franska staten behärskar Svenska Tändsticksaktiebolaget en stor del av världsproduktionen av tändstickor [7].
- 11 december – Parlamentariska systemet avskaffa i Italien [3].
- 12 november – Leon Trotskij utesluts ur Sovjetunionens kommunistiska parti varigenom Josef Stalin får full makt över partiet.
- 25 november – 11-årige violinisten Yehudi Menuhin får lysande kritik efter konsert i Carniege Hall i New York [1].
- 29 november – Det första telefonsamtalet mellan Stockholm och New York utväxlas [6].

### December
- 1 december – Norge gör anspråk på Bouvetön av kapten Lars Christensen.[11]
- 2 december – Under sovjetiska kommunistpartiets 15:e kongress beslutas bland annat om kollektivisering av det sovjetiska jordbruket [6], Leo Trotskij utesluts ur partiet [1].
- 10 december – Italienska författarinnag Grazia Deloda, som bland annat skrivit "Rö för vinden" (1913), får Nobelpriset i litteratur [2].
- 11 december – Kommunistisk kommun upprättas i Kanton, men krossas av Chiang Kai-sheks soldater [1].
- 13 december – För första gången arrangeras ett Luciatåg i Stockholm, Sverige av Stockholms-Tidningen – med Lucia på hästryggen [6].
- 16 december – Lockout varslas för gruvorna i mellan-Sverige [12].

### Okänt datum
- 35 00 personer omkommer vid en jordbävning i Japan [9]
- USA har 5 670 soldater i Kina och 44 fartyg på kinesiska vatten [4].
- Olof Olsson i Kullenbergstorp blir partiledare för Bondeförbundet
- Ivan Bratt träder tillbaka som VD för vin- och spritcentralen
- En utredning om sterilisering av "i biologiskt avseende mindervärdiga" tillsätts av den svenska riksdagen.
- Det svenska Riksförbundet landsbygdens folk (RLF), en facklig organisation för jordbrukare, bildas.
- Munckska kåren bildas i Stockholm av pensionerade generalen Bror Munck i samförstånd med polischefen i Stockholm och med överståthållarens gillande. Det är en hemlig beväpnad frivillig skyddskår om cirka 2.000 man. Den ska bistå polisledningen i händelse av försök till kommunistiskt maktövertagande.
- Debattorganet Ny militär tidskrift grundas av några yngre officerare som efter nedrustningen 1925 vill verka för ett starkare svenskt försvar.
- Pyramiden, en av de svenska kolgruvorna på Spetsbergen, säljs till Sovjetunionen.
- Sverige får en generell utlänningslag.
- Det svenska företaget Skoglund och Olson (Seto) i Gävle börjar tillverka leksaksbilar i gjutjärn, något som är ovanligt för svenska leksakstillverkare. Produktionen pågår till 1938.
- Cessna Aircraft Company grundas.

## Födda

### Första kvartalet

#### Januari
- 5 januari – Satguru Sivaya Subramuniyaswami, hindu-guru. (död 2001)
- 10 januari – Johnnie Ray, amerikansk sångare. (död 1990)
- 13 januari – Brock Adams, amerikansk demokratisk politiker. (död 2004)
- 17 januari
  - Astrid Bergman Sucksdorff, svensk fotograf och författare. (död 2015)
  - Nils Eklund, svensk skådespelare.
  - Eartha Kitt, amerikansk sångerska.
- 20 januari – Lars Granberg, svensk skådespelare.
- 23 januari – Bal Thackeray, indisk radikalt nationalistisk politiker.
- 24 januari – Paula Hawkins, amerikansk republikansk politiker, senator 1981–1987.
- 25 januari – Antônio Carlos Jobim, brasiliansk sångare och kompositör.
- 27 januari – Bengt Öste, svensk journalist.
- 28 januari – Per Oscarsson, svensk skådespelare [7].
- 29 januari – Peter Fernandez, amerikansk skådespelare, röstskådespelare och regissör.
- 30 januari – Olof Palme, svensk socialdemokratisk politiker, Sveriges statsminister 1969–1976 och 1982–1986[7]. (död 1986)

#### Februari
- 2 februari
  - Stan Getz, amerikansk jazzsaxofonist. (död 1991)
  - Jurij Grigorovitj, rysk dansör och koreograf.
- 3 februari – Leppe Sundewall, svensk jazzmusiker (trumpet). (död 2009)
- 7 februari – Juliette Gréco, fransk skådespelare och sångare. (död 2020)
- 14 februari – Lois Maxwell, kanadensisk skådespelare (Miss Moneypenny i ett flertal James Bondfilmer). (död 2007)
- 15 februari
  - Carlo Maria Martini, italiensk kardinal. (död 2012)
  - Bengt-Olof Thylén, svensk disponent och politiker (m). (död 2003)
- 18 februari
  - Ulla Andréasson, svensk skådespelare. (död 2016)
  - Richard A. Snelling, amerikansk republikansk politiker. (död 1991)
- 20 februari
  - Roy Cohn, amerikansk politiker och jurist. (död 1986)
  - Sidney Poitier, amerikansk skådespelare, regissör och producent. (död 2022)
- 21 februari
  - Lars Engström (skådespelare), svensk regissör och skådespelare. (död 2009)
  - Hubert de Givenchy, fransk modeskapare. (död 2018)
- 24 februari – Stig Ramel, svensk affärsman och författare, vd för nobelstiftelsen 1972–1992. (död 2006)
- 28 februari
  - Jarl Kulle, svensk skådespelare. (död 1997)
  - Krishan Kanth, indisk politiker, vicepresident 1997–2002. (död 2002)

#### Mars
- 1 mars – Harry Belafonte, amerikansk sångare och skådespelare. (död 2023)
- 6 mars
  - L. Gordon Cooper, amerikansk astronaut. (död 2004)
  - Gabriel García Márquez, colombiansk författare, nobelpristagare 1982.
- 7 mars – Lars Elldin, svensk skådespelare.
- 11 mars – Robert Mosbacher, amerikansk politiker, affärsman och seglare.
- 15 mars – Carl Smith, amerikansk countrymusiker.
- 16 mars
  - Brita Billsten, svensk skådespelare.
  - Clint Courtney, amerikansk basebollspelare.
  - Vladimir Komarov, rysk kosmonaut.
- 18 mars
  - Mohamed Ben Ahmed Abdelghani, algerisk politiker.
  - John Kander, amerikansk kompositör.
- 21 mars – Hans-Dietrich Genscher, tysk politiker, utrikesminister 1974–1992.
- 24 mars – Martin Walser, tysk författare, dramatiker och manusförfattare.
- 27 mars – Mstislav Rostropovitj, rysk cellist och dirigent.
- 28 mars – Marianne Fredriksson, svensk författare och journalist.
- 31 mars
  - William Daniels, amerikansk skådespelare.
  - Eduardo Martínez Somalo, spansk kardinal i Romersk-katolska kyrkan, camerlengo 1993–2007.

### Andra kvartalet

#### April
- 2 april – Ferenc Puskás, ungersk fotbollsspelare.
- 5 april – Leo Myhrán, svensk skådespelare och inspicient.
- 6 april – Gerry Mulligan, amerikansk jazzmusiker barytonsaxofonist.
- 8 april – Lennart Swahn, svensk TV-programledare.
- 11 april – Jacques Mayol, fransk fridykare.
- 16 april
  - Benedictus XVI, född Joseph Alois Ratzinger, påve 2005–2013.
  - Rimma Karelskaja, rysk ballerina och balettlärare.
- 20 april – Phil Hill, amerikansk racerförare.
- 23 april – Wilfred D'Souza, indisk politiker, före detta chefsminister i Goa.
- 25 april – Albert Uderzo, fransk tecknare, Asterix skapare.
- 27 april – Coretta Scott King, änka efter Martin Luther King.

#### Maj
- 1 maj
  - Laura Betti, italiensk skådespelare. (död 2004)
  - Albert Zafy, president i Madagaskar 1993–1996.
- 5 maj – Sylvia Fedoruk, kanadensisk fysiker och politiker.
- 7 maj – Elisabeth Söderström, svensk operasångare (sopran) [7].
- 11 maj
  - Hans-Eric Hellberg, svensk författare.
  - Ulla Sjöblom, svensk skådespelare och sångare.
- 13 maj – Herbert Ross, amerikansk filmregissör, filmproducent, koreograf och skådespelare.
- 22 maj – George A. Olah, ungersk-amerikansk kemist. Nobelpristagare.
- 23 maj – Robert Frederick Bennett, amerikansk republikansk politiker, guvernör i Kansas 1975–1979.
- 25 maj – Robert Ludlum, amerikansk författare.
- 27 maj – Jackie Söderman, svensk regissör och koreograf.
- 31 maj – Erik Sjögren, svensk balettdansör och skådespelare.

#### Juni
- 6 juni – Bengt Schött, svensk skådespelare.
- 10 juni – Mona Dan-Bergman, svensk skådespelare.
- 11 juni – Beryl Grey, brittisk ballerina.
- 17 juni – Lucio Fulci, italiensk filmregissör, manusförfattare, skådespelare.
- 24 juni – Martin L. Perl, amerikansk fysiker, nobelpristagare.
- 25 juni – Jimmy Duncan, amerikansk låtskrivare.
- 28 juni – F. Sherwood Rowland, amerikansk kemist. Nobel pristagare.
- 30 juni
  - Sleim Ammar, tunisisk läkare och poet.
  - Shirley Fry, amerikansk tennisspelare.

### Tredje kvartalet

#### Juli
- 1 juli
  - Winfield Dunn, amerikansk republikansk politiker, guvernör i Tennessee 1971–1975.
  - Hariette Garellick, svensk skådespelare.
  - Chandra Shekhar, indisk politiker, regeringschef 1990–1991.
- 2 juli – Brock Peters, amerikansk skådespelare.
- 4 juli – Gina Lollobrigida, italiensk skådespelare.
- 6 juli – Janet Leigh, amerikansk skådespelare.
- 7 juli – Alan J. Dixon, amerikansk demokratisk politiker, senator 1981–1993.
- 9 juli – Susan Cabot, amerikansk skådespelare.
- 11 juli
  - Dénis Lindbohm, svensk författare.
  - Herbert Blomstedt, svensk-amerikansk dirigent.
- 15 juli – C.H. Mohammed Koya, indisk politiker, före detta chefsminister i Kerala.
- 19 juli – Jan Myrdal, svensk författare [7].
- 24 juli – James J. Howard, amerikansk demokratisk politiker, kongressledamot 1965–1988.
- 28 juli – John Ashbery, amerikansk poet.
- 29 juli
  - Harry Mulisch, nederländsk författare.
  - Shri Madhavsinh Solanki, indisk politiker, tre gånger chefsminister i Gujarat.
- 30 juli – Richard Johnson, brittisk skådespelare.

#### Augusti
- 6 augusti – Inga Landgré, svensk skådespelerska.
- 7 augusti – George Busbee, amerikansk demokratisk politiker, guvernör i Georgia 1975–1983. (död 2004)
- 9 augusti
  - Daniel Keyes, amerikansk science fiction-författare.
  - Marvin Minsky, amerikansk forskare inom kognitionsvetenskap och artificiell intelligens.
- 15 augusti – John Cranko, sydafrikansk koreograf. (död 1973)
- 17 augusti – F. Ray Keyser, amerikansk republikansk politiker, guvernör i Vermont 1961–1963. (död 2015)
- 21 augusti – Barry Foster, brittisk skådespelare. (död 2002)
- 26 augusti
  - Stig Hällzon, svensk författare och journalist. (död 2025)
  - Bansi Lal, indisk politiker, tre gånger regeringschef i Haryana. (död 2006)
- 28 augusti
  - Anna-Greta Bergman, svensk skådespelare.
  - Hans Ellis, svensk skådespelare. (död 1976)

#### September
- 4 september – John McCarthy, amerikansk datavetare och forskare inom artificiell intelligens. (död 2011)
- 8 september – Solveig Emtö, finländsk författare. (död 2025)
- 9 september – Bengt Dalunde, svensk barnskådespelare, skådespelare och fotograf. (död 2019)
- 14 september – Janet Davies, brittisk skådespelare. (död 1986)
- 16 september – Peter Falk, amerikansk skådespelare. (död 2011)
- 19 september – Harold Brown, amerikansk fysiker och demokratisk politiker, USA:s försvarsminister 1977–1981.
- 25 september – Jagmohan, indisk politiker, varit guvernör i Kashmir.
- 26 september – Patrick O'Neal, amerikansk skådespelare.
- 27 september
  - Romano Scarpa, italiensk Disney-tecknare.
  - Bror Jacques de Wærn, svensk arkivarie, dokumentärfilmare och skådespelare.
- 29 september – Rune Gnestadius (Gnesta-Kalle), svensk radio-, TV-producent, programledare, musiker (dragspel) och kapellmästare.

### Fjärde kvartalet

#### Oktober
- 6 oktober – Emmanuel III Delly, patriark för Kaldeisk-katolska kyrkan, kardinal i Katolska kyrkan.
- 11 oktober – William Perry, amerikansk affärsman och politiker, USA:s försvarsminister 1994–1997.
- 12 oktober – Anne Blomberg, svensk skådespelare.
- 13 oktober
  - Lee Konitz, amerikansk jazzsaxofonist.
  - Turgut Özal, turkisk president.
- 14 oktober – Roger Moore, brittisk skådespelare.
- 16 oktober – Günter Grass, tysk författare och nobelpristagare.
- 17 oktober – Axel Düberg, svensk skådespelare.
- 18 oktober – George C. Scott, amerikansk skådespelare.
- 19 oktober – Pierre Alechinsky, belgisk målare.
- 21 oktober – Nadia Nerina, sydafrikansk ballerina.
- 23 oktober – Edward Kienholz, amerikansk konstnär.
- 27 oktober – Jorge Batlle, Uruguays president 2000–2004.
- 28 oktober
  - Cleo Laine, brittisk sångare och skådespelare.
  - Sven Sjönell, svensk skådespelare, regiassistent och scripta.
- 29 oktober – Frank Sedgman, australisk tennisspelare.
- 31 oktober – Edmund Gettier, amerikansk filosof.

#### November
- 5 november
  - Göran Lindgren, svensk filmproducent.
  - Kenneth Waller, brittisk skådespelare.
- 7 november – Gertie Lindgren, svensk kostymör, konstymtecknare för filmer och teater.
- 8 november
  - Lal Krishna Advani, indisk politiker.
  - Olof Ruin, svensk statsvetare. (död 2023)
- 12 november – Yutaka Taniyama, japansk matematiker.
- 18 november – Hank Ballard, amerikansk sångare. (död 2003)
- 23 november – Angelo Sodano, italiensk kardinal inom Romersk-katolska kyrkan, Vatikanstatens statssekreterare 1991–2006. (död 2022)
- 25 november – Bartholomäus Schink, tysk motståndsman och ledare inom Edelweisspiraten. (död 1944)
- 27 november
  - Maj-Britt Nilsson, svensk revyskådespelare.
  - William E. Simon, amerikansk republikansk politiker, USA:s finansminister 1974–1977. (död 2000)

#### December
- 3 december
  - Andy Williams, amerikansk sångare och underhållningsartist. (död 2012)
  - Livia Fränkel, svensk förintelseöverlevare.
- 5 december – Bhumibol Adulyadej, kung av Thailand. (död 2016)
- 11 december – Lloyd Meeds, amerikansk demokratisk politiker, kongressledamot 1965–1979. (död 2005)
- 15 december – Nils G. Åsling, svensk centerpartistisk politiker, industriminister 1976–1978 och 1979–1982. (död 2017)
- 18 december – Ramsey Clark, amerikansk demokratisk politiker och försvarsadvokat för Saddam Hussein. (död 2021)
- 25 december – Ram Narayan, indisk sarangispelare. (död 2024)
- 28 december – Allan Sundwall, svensk skådespelare, inspelningsledare och regiassistent. (död 1975)
- 30 december – Sten Lonnert, svensk skådespelare. (död 1996)

## Avlidna

### Första kvartalet

#### Januari
- 9 januari – Percival W. Clement, 80, amerikansk politiker, guvernör i Vermont 1919–1921.
- 19 januari – Charlotte av Belgien, 86, kejsarinna av Mexiko 1864–1867.
- 25 januari – William E. Cameron, 84, amerikansk politiker, guvernör i Virginia 1882–1886.
- 26 januari – Lyman J. Gage, 90, amerikansk politiker.

#### Februari
- 10 februari – Laura Netzel, 87, finlandssvensk kompositör.
- 19 februari – Georg Brandes, 85, dansk författare och en av Skandinaviens ledande litteraturkritiker [6].
- 22 februari – Judson Harmon, 81, amerikansk demokratisk politiker, USA:s justitieminister 1895–1897.

#### Mars
- 6 mars – Marie Spartali Stillman, 82, brittisk målare.
- 27 mars – Klaus Berntsen, 82, dansk politiker.

### Andra kvartalet

#### April
- 1 april – James Smith Jr., 75, amerikansk demokratisk politiker, senator 1893–1899.
- 3 april – Maria Sandel, 56, svensk författare.
- 15 april – Gaston Leroux, 58, fransk författare, skrev Fantomen på Operan.
- 27 april – Albert J. Beveridge, 64, amerikansk historiker och politiker, senator 1899–1911.

#### Maj
- 1 maj – Oscar Swahn, 79, svensk sportskytt, världens äldste OS-medaljör.
- 3 maj – David Arellano, 24, chilensk fotbollsspelare.
- 8 maj – Georg Grönroos, 41, finländsk skådespelare.
- 11 maj – Juan Gris, 40, spansk målare, skulptör och tecknare.
- 12 maj – Joseph Shield Nicholson, 76, brittisk nationalekonom.
- 15 maj – Waren Tay, brittisk oftalmolog och kirurg.

#### Juni
- 3 juni – Einar Hanson, 27, svensk skådespelare.
- 14 juni – Jerome K. Jerome, 68, brittisk författare.

### Tredje kvartalet

#### Juli
- 1 juli – Charles W. Gates, 71, amerikansk republikansk politiker och affärsman, guvernör i Vermont 1915–1917.
- 7 juli – Gösta Mittag-Leffler, 81, svensk matematiker.
- 26 juli – Gustaf Uddgren, 62, svensk manusförfattare, redaktör, journalist och tidningsman.
- 30 juli – Edmond Noel, 71, amerikansk demokratisk politiker, guvernör i Mississippi 1908–1912.

#### Augusti
- 4 augusti – Eugène Atget, 70, fransk fotograf.
- 7 augusti – Kyrillos V av Alexandria, 96, koptisk-ortodox påve och patriark av Alexandria från 1874 till 1927.

#### September
- 14 september
  - Hugo Ball, 41, tysk författare och medgrundare till Dadarörelsen i Zürich.
  - Isadora Duncan, 50, amerikansk dansös (död i Nice då sjalen fastnade i ekrarna under bilresa)[1].
- 15 september
  - Herman Gorter, 62, nederländsk poet och filosof.
  - George Washington Hays, 63, amerikansk demokratisk politiker, guvernör i Arkansas 1913–1917.
- 30 september – Ole Juul, 75, norsk konstnär.

### Fjärde kvartalet

#### Oktober
- 2 oktober – Svante Arrhenius, 68, svensk kemist, nobelpristagare.
- 7 oktober – Paul Sérusier, 62, fransk målare.
- 10 oktober – Gustave Whitehead, 53, tysk-amerikansk flygpionjär.

#### November
- 20 november – Wilhelm Stenhammar, 56, svensk kompositör[6].
- 28 november – John W. Griggs, 78, amerikansk republikansk politiker, USA:s justitieminister 1898–1901.

#### December
- 12 december – William Hodges Mann, 84, amerikansk demokratisk politiker, guvernör i Virginia 1910–1914.
- 19 december – Hjalmar Arwin, 56, svensk ingenjör.
- 24 december – Vladimir Bechterev, 70, rysk neurolog.

## Nobelpris[13]
- Fysik
  - Arthur H Compton, USA
  - C T R Wilson, Storbritannien
- Kemi – Heinrich Wieland, Tyskland
- Medicin – Julius Wagner-Jauregg, Österrike
- Litteratur – Henri Bergson, Frankrike
- Fred
  - Ferdinand Buisson, Frankrike
  - Ludwig Quidde, Tyskland

### Fotnoter
1. 1 2 3 4 5 6 7 8  100 år med Aftonbladet – 1927, 1999
2. 1 2 3 4 5 6 7 8  Sverige 1900-talet – 1927, NE, Bra Böcker, 2000
3. 1 2 3 4 5 6 7  Faktakalendern 2000 – 1927 (Utlandet) , Semic, 1999
4. 1 2 3  ”USA:s militära insatser i utlandet”. Arkiverad från originalet den 9 december 2013. https://web.archive.org/web/20131209174005/http://www.history.navy.mil/library/online/forces.htm. Läst 31 januari 2011.
5. ↑  Faktakalendern 1996, Semic, 1995
6. 1 2 3 4 5 6 7 8 9 10 11 12 13 14 15 16 17 18 19 20  20:e århundrades När Var Hur – 1927, Bernt Himmelstedt, Forum, 1999
7. 1 2 3 4 5 6 7 8 9 10  Hundra år i Sverige – 1927, Hans Dahlberg, Albert Bonniers, 1999
8. ↑  Sverige 1900-talet – Från kullager till IT på ett sekel, NE, Bra Böcker, 2000
9. 1 2  Faktakalendern 2006, Semic, 2005
10. ↑  ”Svenska Dagbladets årsbok”. 2 maj 1927. https://runeberg.org/svda/1927/0034.html. Läst 6 juni 2011.
11. ↑  ”World Statesmen”. http://www.worldstatesmen.org/Queen_Maude_Land.html.
12. ↑  Faktakalendern 2000 – 1927 (Sverige), 1999
13. ↑  ”Nobelpriset”. https://www.nobelprize.org/prizes/lists/all-nobel-prizes/. Läst 10 april 2011.